# (13269) Dahlstrom
(13269) Dahlstrom est un astéroïde de la ceinture principale.

## Description
(13269) Dahlstrom est un astéroïde de la ceinture principale. Il fut découvert le 17 août 1998 à Socorro (Nouveau-Mexique) par le projet LINEAR. Il présente une orbite caractérisée par un demi-grand axe de 2,41 UA, une excentricité de 0,08 et une inclinaison de 5,5° par rapport à l'écliptique.

## Compléments